# Macrobrachium handschini
Macrobrachium handschini is een garnalensoort uit de familie van de Palaemonidae. De wetenschappelijke naam van de soort is voor het eerst geldig gepubliceerd in 1933 door Roux.